# Fuck U
Fuck U est une chanson du groupe Archive apparaissant pour la première fois sur l’album Noise en 2004.
Darius Keeler dit en 2020 de cette chanson qu’elle est explicitement politique. Elle dénonce initialement l’invasion de l’Irak en 2003 mais aurait une portée plus large.
« ‘Fuck U »‘ est probablement la chanson la plus ouvertement politique d’Archive[…] Elle a été écrite en réponse à l’invasion de l’Irak, en 2003. Le fait que ce morceau résonne encore aujourd’hui démontre bien de l’état déplorable du monde actuel (…) c’est triste à dire.  »
Le morceau est repris en 2009 par Placebo.